# گتسوو
گتسوو (به لاتین: Getsovo) یک منطقهٔ مسکونی در بلغارستان است که در شهرستان رازگراد واقع شده‌است. گتسوو ۱٬۸۷۹ نفر جمعیت دارد و ۱۷۶ متر بالاتر از سطح دریا واقع شده‌است.